# Auerbachs Keller

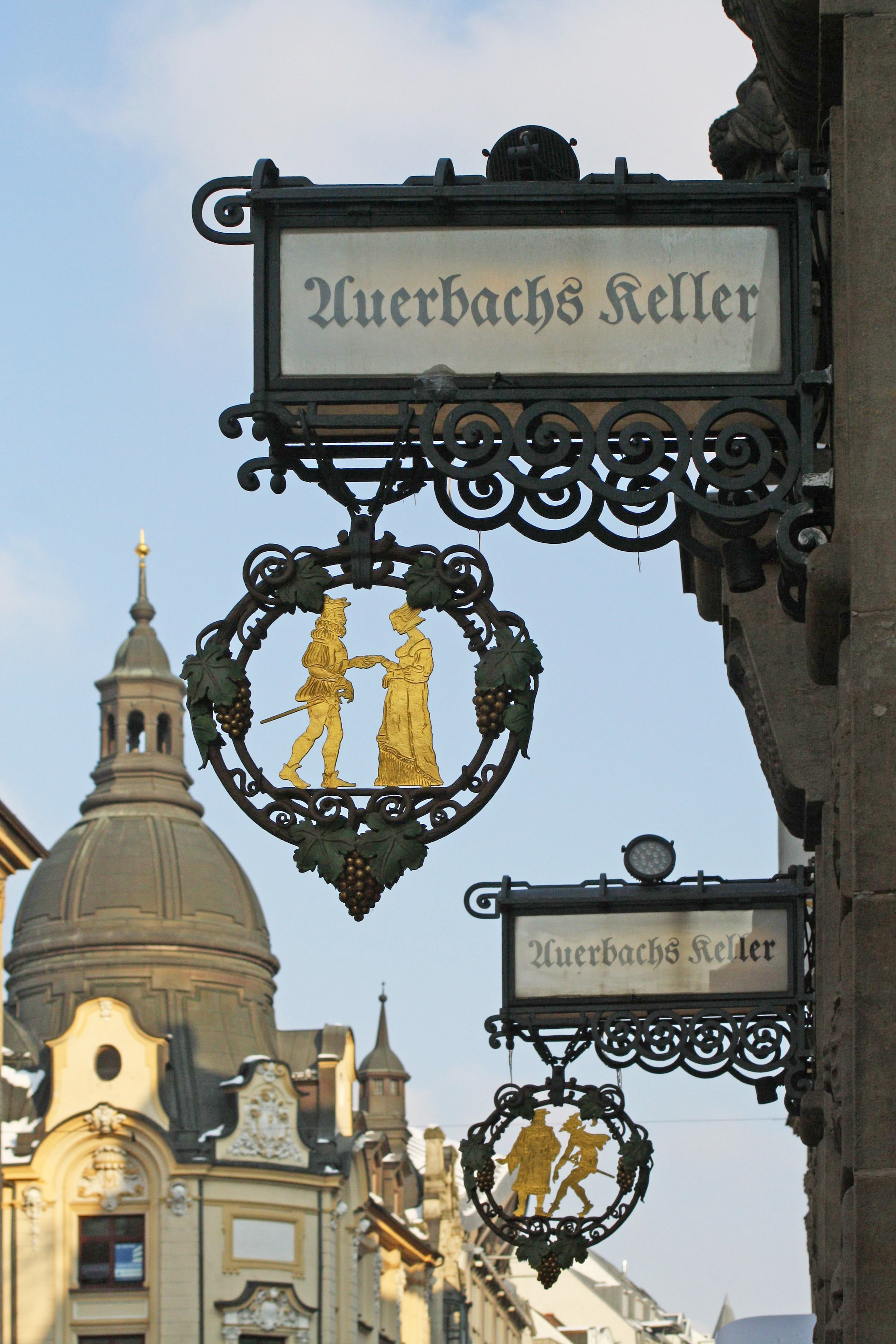
Eingang Mädler-Passage

Auerbachs Keller ist die bekannteste und zweitälteste Gaststätte Leipzigs. Schon im 16. Jahrhundert war sie ein beliebtes Weinlokal. Seine weltweite Bekanntheit verdankt „Auerbachs Keller“ vor allem Johann Wolfgang von Goethe durch die gleichnamige Szene in seinem Faust. Auch Martin Luther war hier zu Gast.

## Geschichte
„Auerbachs Keller“ befindet sich in der Grimmaischen Straße 2–4 im Zentrum Leipzigs, wenige Schritte vom Markt entfernt, unter der Mädler-Passage.
Der Weinausschank wurde schon 1438 erwähnt. Ihren heutigen Namen erhielt die Gaststätte nach dem ehemaligen Erbauer und Eigentümer, dem Leipziger Stadtrat, Arzt und Hochschullehrer Heinrich Stromer, der nach seinem Geburtsort Auerbach in der Oberpfalz nur „Dr. Auerbach“ genannt wurde und 1508 auch als Rektor der Universität wirkte. 1519 kaufte Stromer für 3500 Gulden ein Grundstück, das an die Grimmaische Straße und den Neumarkt grenzte und auf dem er von 1530 bis 1538 Auerbachs Hof erbaute. In dem bereits vorhandenen Keller richtete er ein Weinlokal ein.

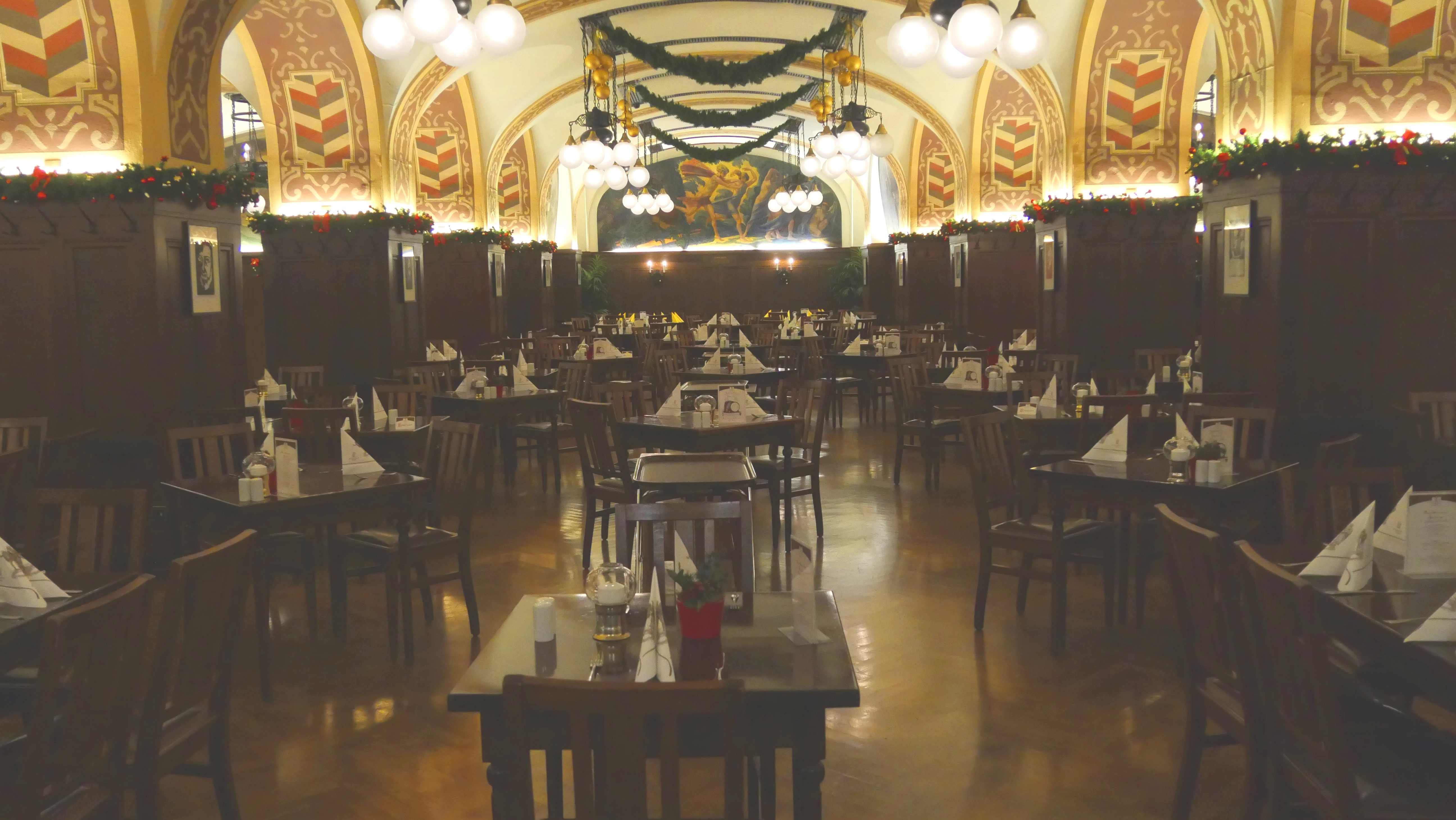
Großer Keller (Mittelgang)

Von 1912 bis 1913 wurde „Auerbachs Keller“ im Zuge des Abbruchs der darüberliegenden mittelalterlichen Bebauung und der Errichtung der Mädler-Passage in großen Teilen neu gebaut und erweitert. Dabei wurde das Kernstück, der Große Keller, in dem bis zu 600 Gäste Platz finden, erbaut. Er diente vorher als Weinkeller. Die Eröffnung fand am 22. Februar 1913 statt. 
Hierbei entstanden auch die beiden Figurengruppen, das Doppelstandbild Mephisto und Faust und die Gruppe der verzauberten Studenten des Bildhauers Mathieu Molitor am Eingang zum „Auerbachs Keller“. Sie wurden in der 1899 von Traugott Noack (1865–1941) gegründeten Leipziger Bronzebildgießerei Noack gegossen.
Der zweite Bereich des Kellers sind die vier historischen Weinstuben (Fasskeller, Lutherzimmer, Goethezimmer, Alt-Leipzig) und ganz versteckt die Hexenküche. 
Es gibt einen althergebrachten Spruch in Zusammenhang mit der Leipziger Messe:
Wer nach Leipzig zur Messe gereist,

Ohne auf Auerbachs Hof zu gehn,

Der schweige still, denn das beweist:

Er hat Leipzig nicht gesehn.
„Auerbachs Keller“ soll nach dem Münchner Hofbräuhaus die zweitbekannteste Gaststätte Deutschlands sein.

## „Faust“

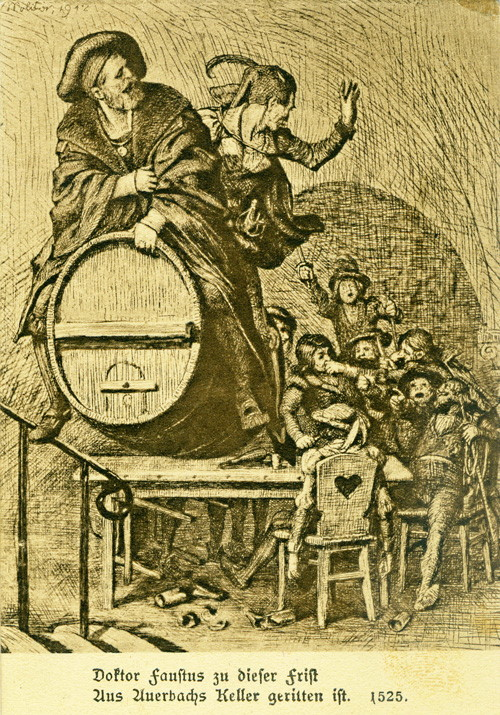
Mephisto und Faust reiten auf einem fliegenden Weinfass

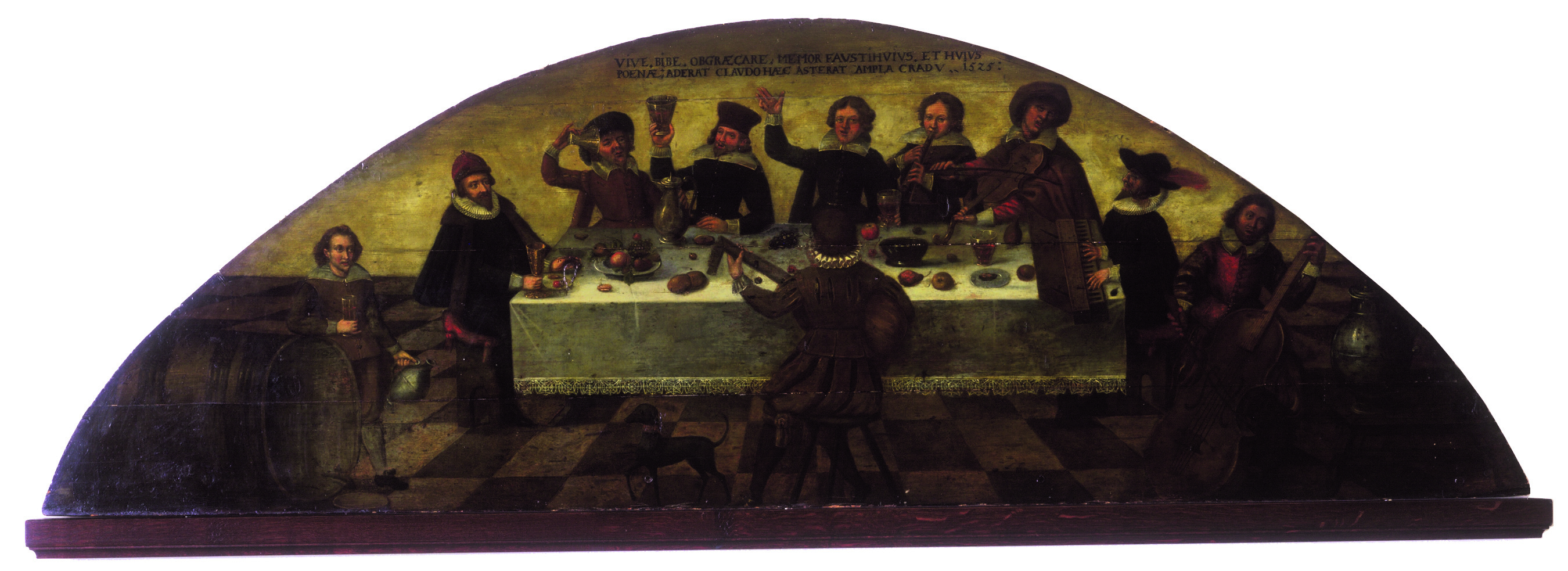
Dr. Faustus mit Studenten (Wandbild etwa 1625)

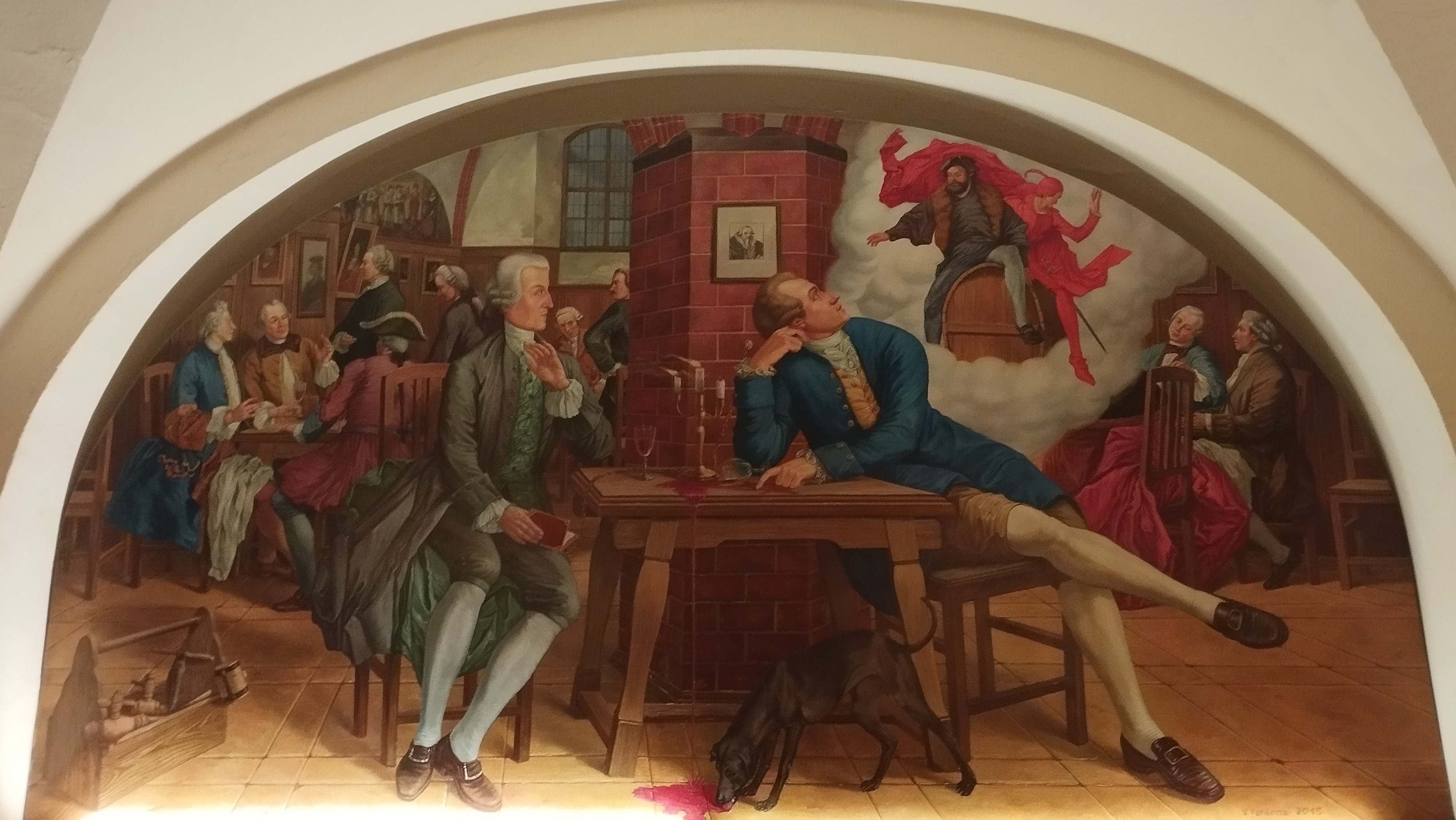
Goethes Faust-Inspiration (Wandbild 2015)

Aufgrund des historischen Faust, dem Magier und Astrologen Johann Georg Faust, entwickelte sich die Sage vom Fassritt aus dem Jahr 1525:
Doktor Faustus zu dieser Frist

Aus Auerbachs Keller geritten ist.
Goethe kannte die Faustsage bereits aus Kindertagen durch das Puppenspiel vom Dr. Faust, das auf Jahrmärkten aufgeführt wurde. Während seines Studiums in Leipzig von 1765 bis 1768 weilte er oft in seinem Studentenlokal „Auerbachs Keller“. Hier sah er die beiden um 1625 entstandenen Bilder auf Holz. Auf dem einen nimmt Dr. Faustus am Trinkgelage der Studenten teil, auf dem anderen reitet er auf einem Weinfass zur Türe hinaus. Die Bilder inspirierten ihn zu der Szene Auerbachs Keller in seinem späteren Faust. Dabei gibt Mephisto seine Zauberkunst zum Besten und vollbringt das Weinwunder. Er bohrt vier Löcher in den Tisch und verstopft sie mit Wachs. Beim Herausziehen der Pfropfen sprießt für jeden Studenten sein Lieblingswein heraus:
Der hölzerne Tisch kann Wein auch geben.
In dem Werk von Goethe wird der Fassritt nur kurz angedeutet:
Ich hab ihn selbst hinaus zur Kellertüre –

Auf einem Fasse reiten sehn.
Mit der Szene „Auerbachs Keller“ hat Goethe seinem Studentenlokal und der Stadt Leipzig ein literarisches Denkmal gesetzt, allerdings ironisch, da die Worte von Frosch kommen, einem wenig zielstrebigen oder intelligenten Studenten:
Mein Leipzig lob ich mir!

Es ist ein klein Paris und bildet seine Leute.
Seit 1903 gibt es das Goethe-Denkmal auf dem Naschmarkt in unmittelbarer Nähe von Auerbachs Keller mit Blick auf den Eingang zur Mädler-Passage.
Seit 2009 gibt es Aufführungen von der Rockoper Faust von Rudolf Volz in „Auerbachs Keller“. Bei der Premiere wurde der Fassritt 484 Jahre nach dem Ursprung der Sage und 244 Jahre nach der Inspiration durch Goethe zum ersten Mal am Originalort vorgeführt.
Die vielen Nischen in den Gewölben des Großen Kellers sind mit 3 bis 4 m breiten Wandbildern mit Motiven aus Faust I und Faust II ausgestattet. Das Gemälde Goethes Faust-Inspiration von Volker Pohlenz zeigt in komprimierter Weise, wie Goethe durch den Fassritt zu der entsprechenden Szene in seinem Faust inspiriert wurde.

## Bilder

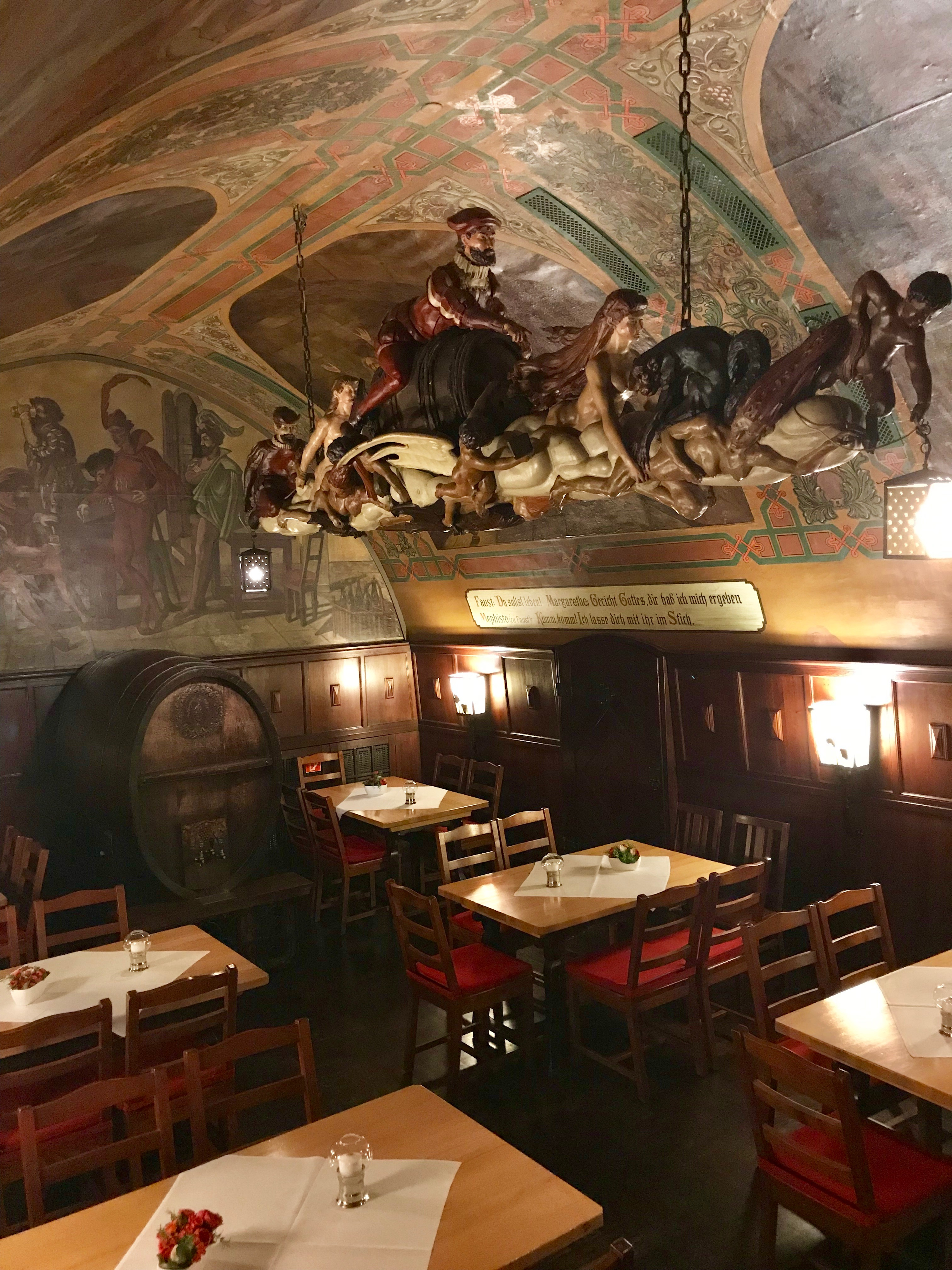
Historischer Fasskeller
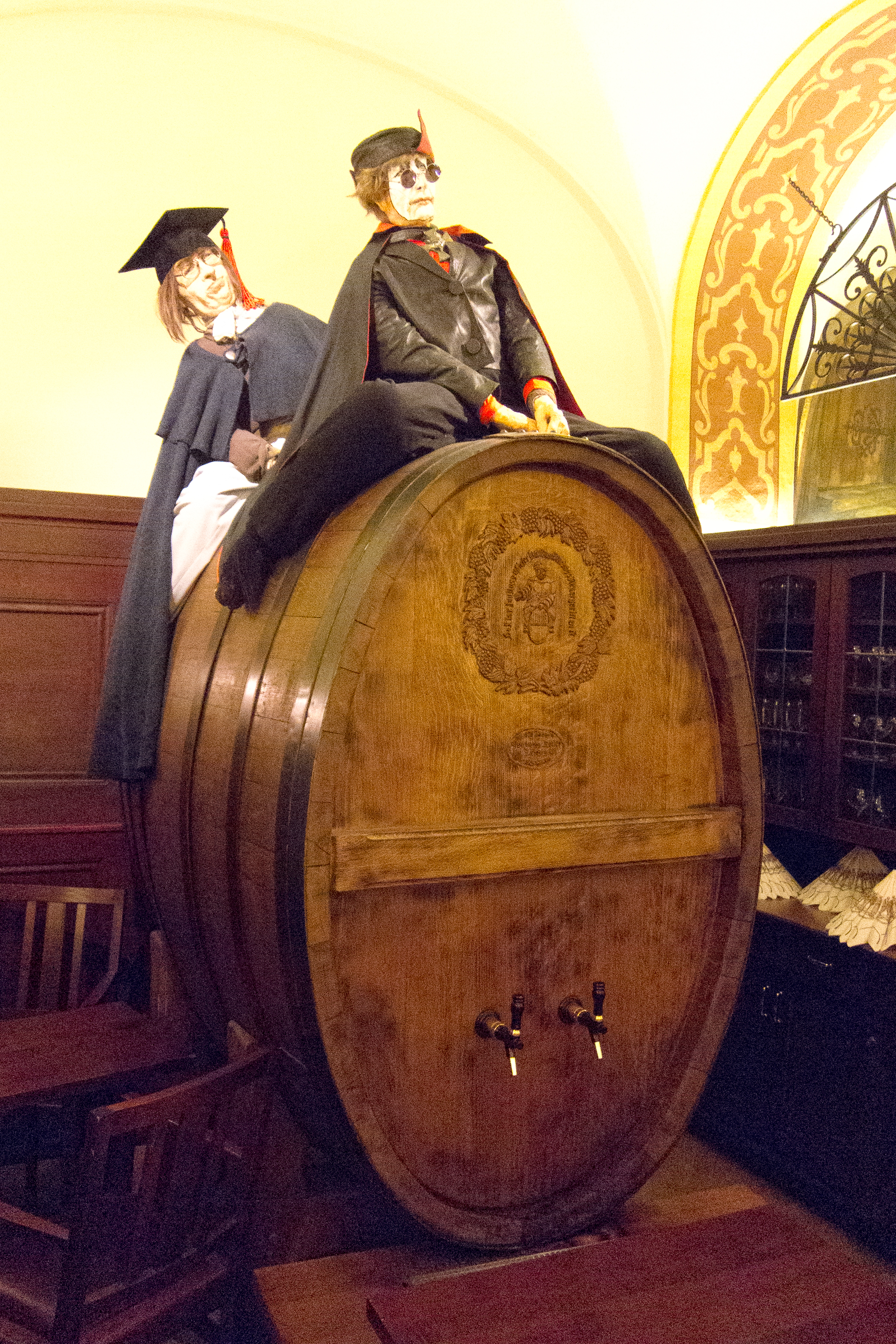
Mephisto und Faust reiten auf einem Weinfass im Großen Keller
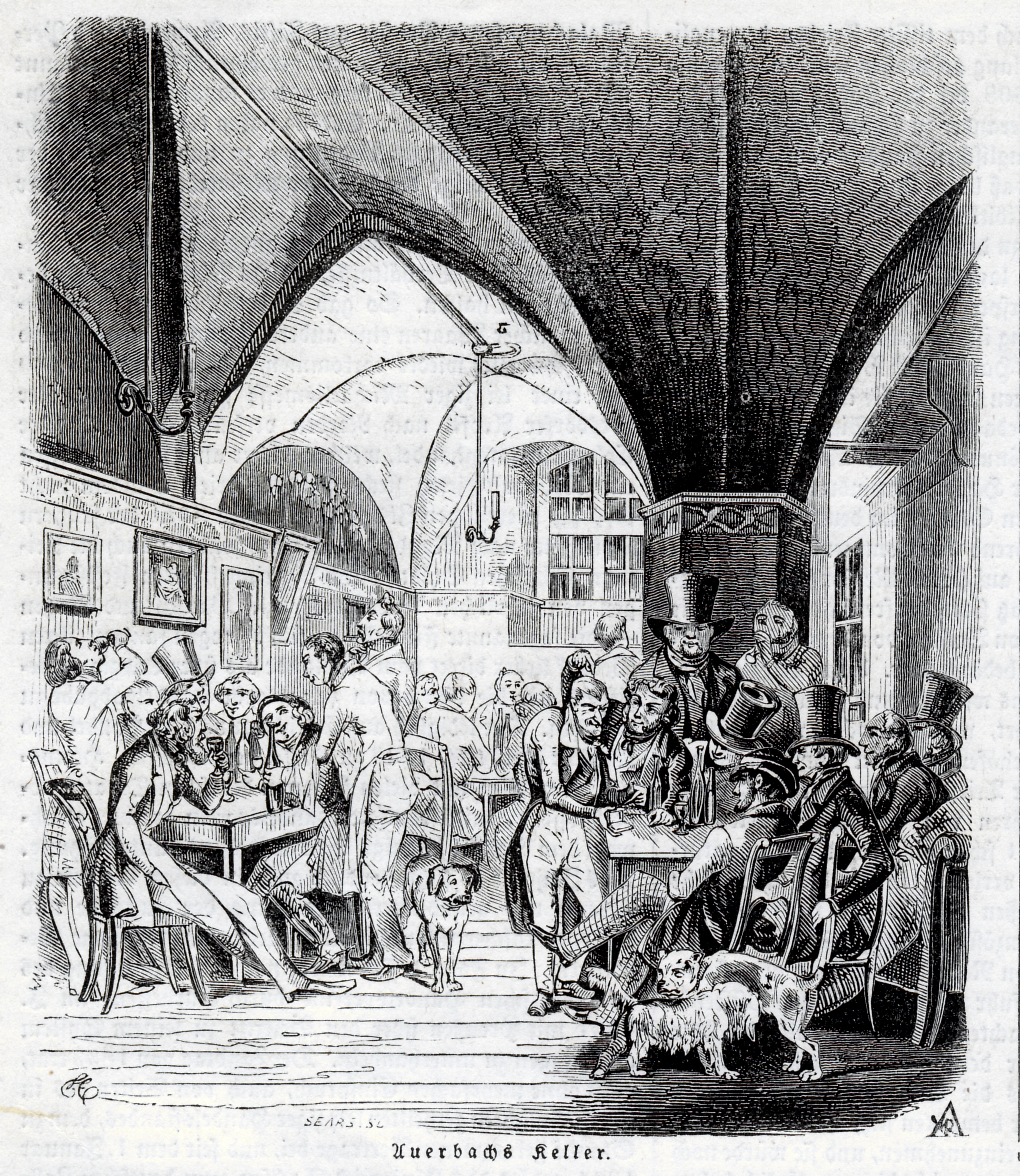
Auerbachs Keller um 1840
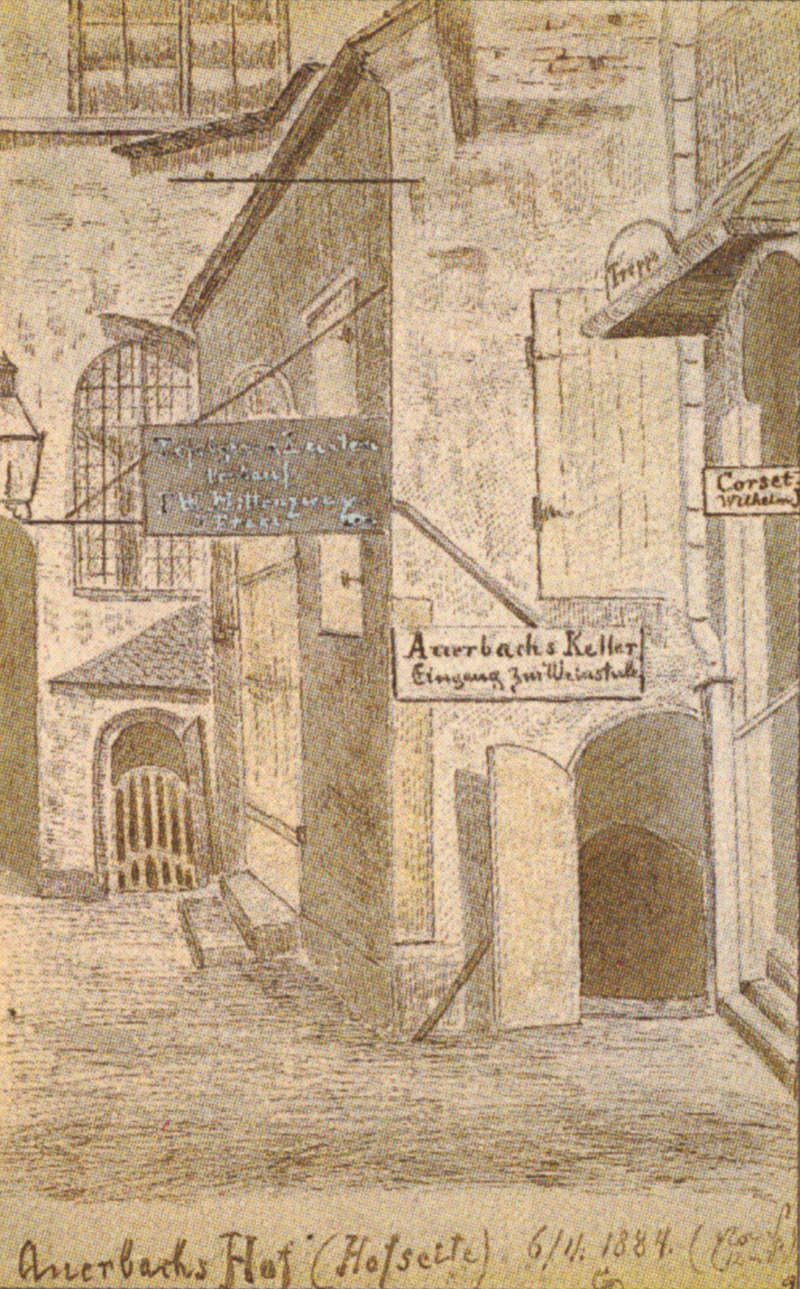
Auerbachs Hof mit Eingang zum Keller (1884)
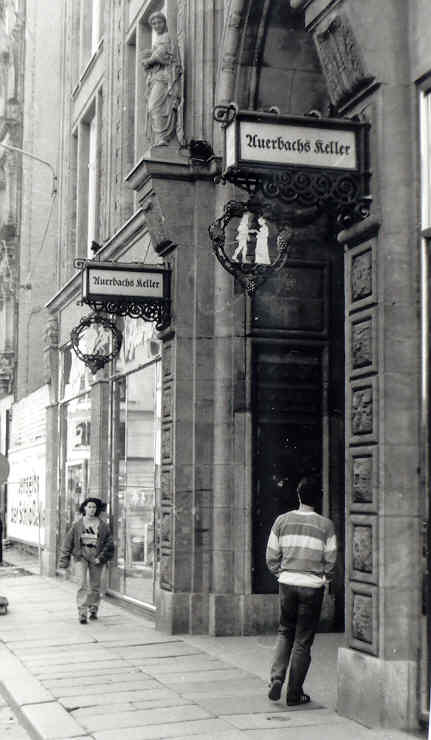
Eingang Mädler-Passage (1996)
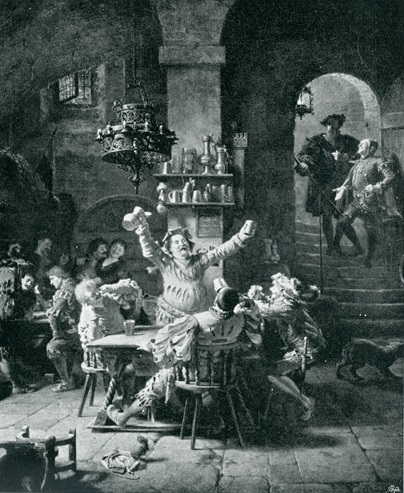
Faust und Mephisto betreten Auerbachs Keller in Goethes Faust (1923)
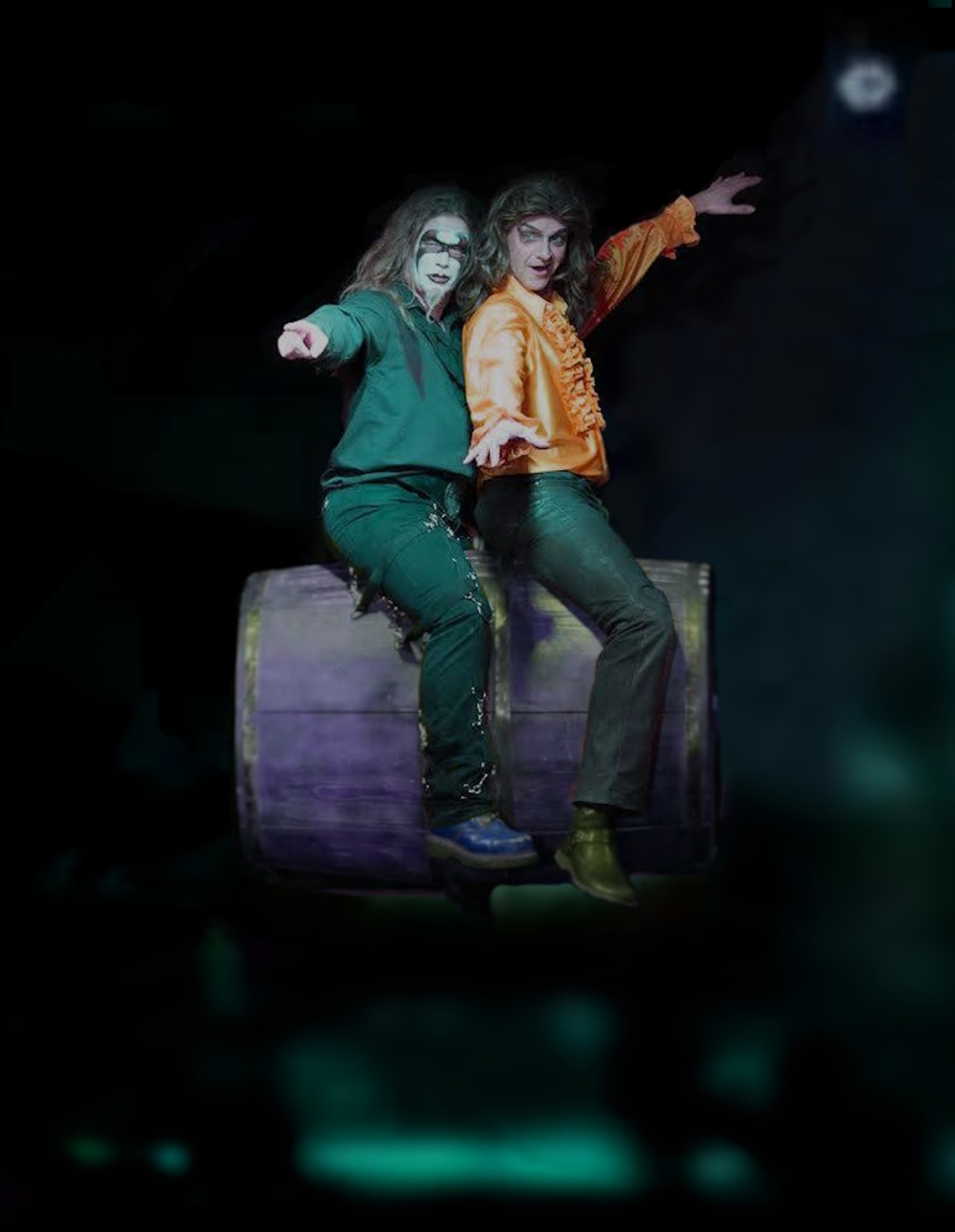
Fassflug in der Rockoper Faust (2015)
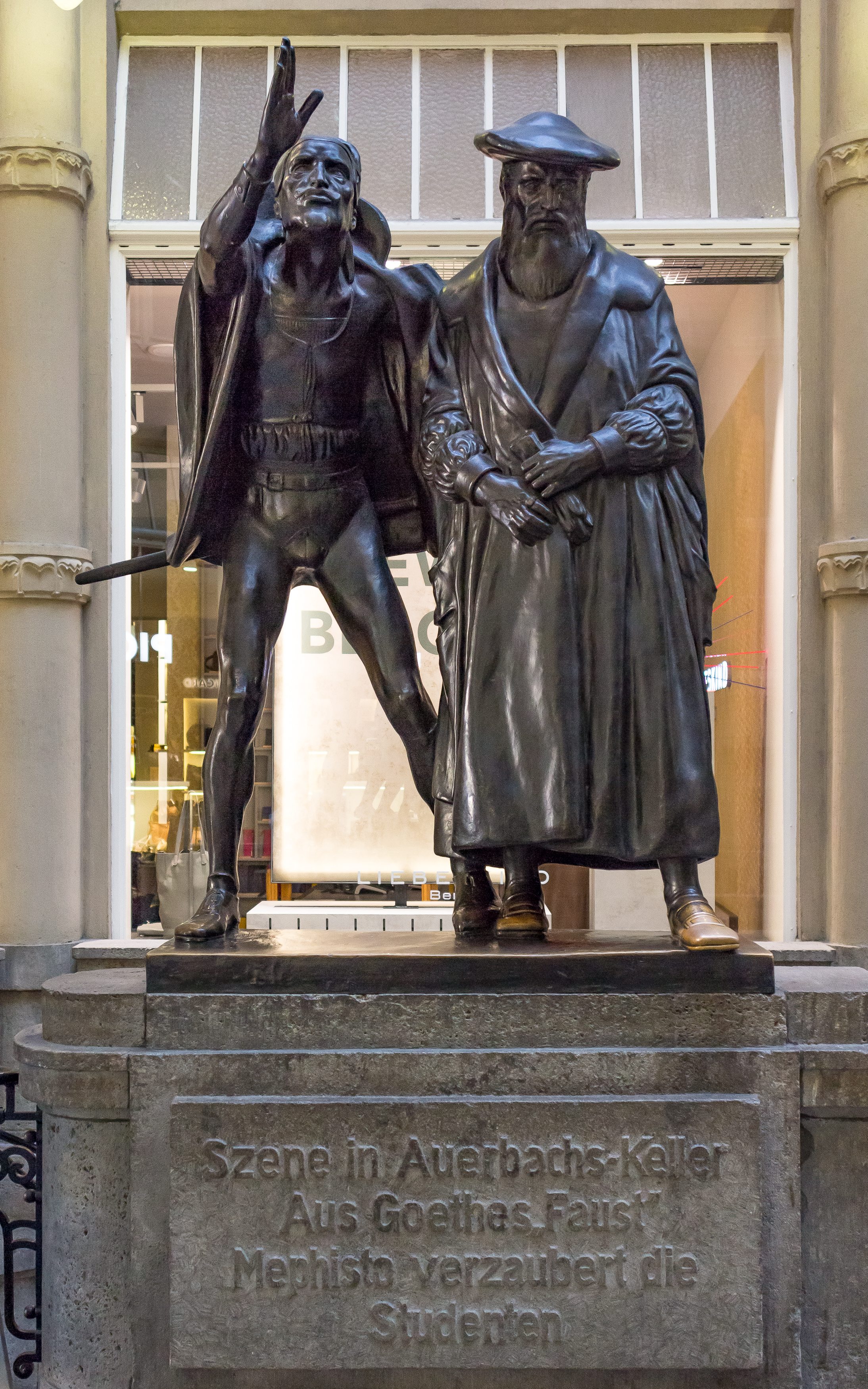
Bronzegruppe Faust und Mephisto, der die Studenten verzaubert
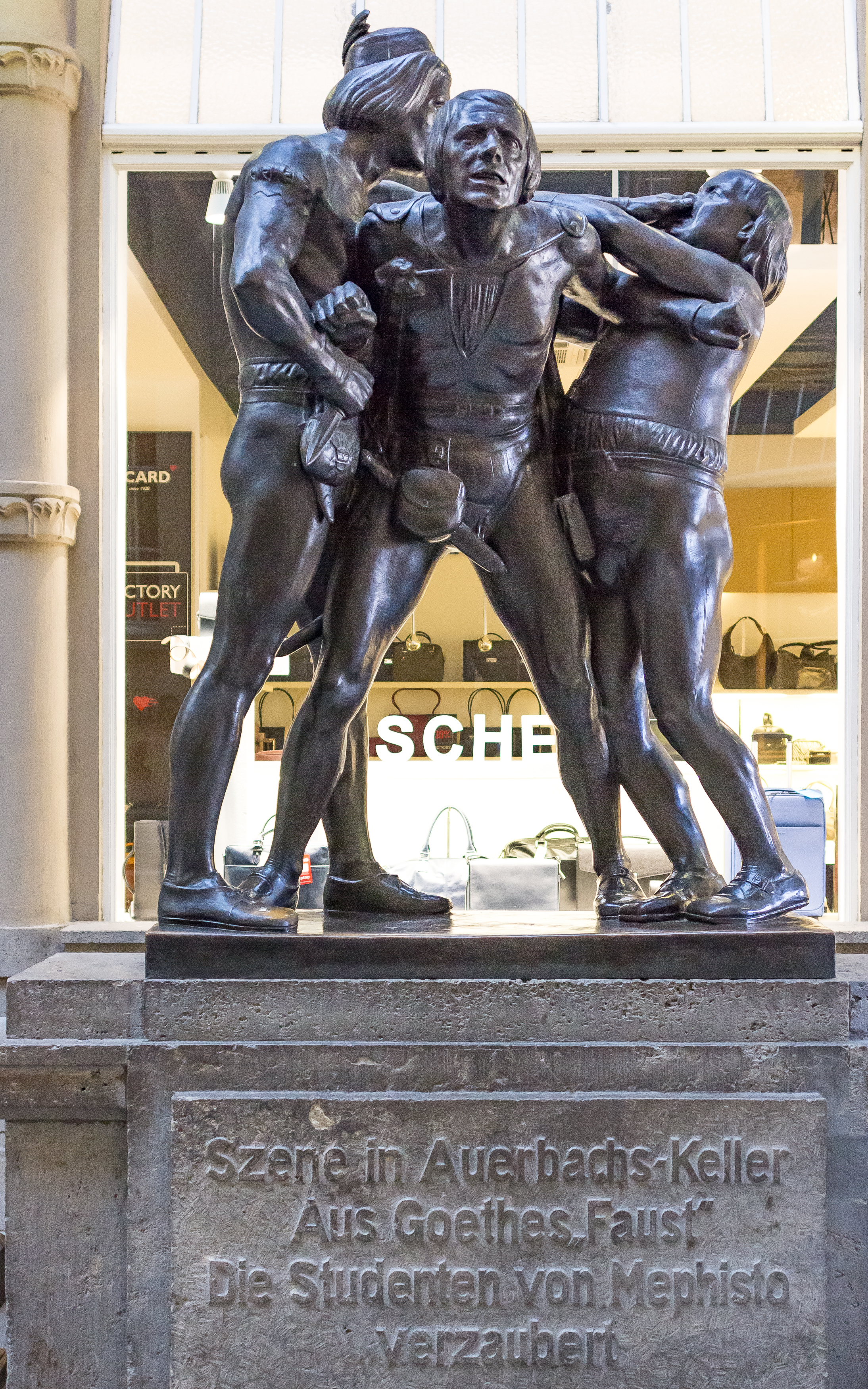
Die verzauberten Studenten. Bronzegruppe von Mathieu Molitor